# Héctor de Jesús Ruiz

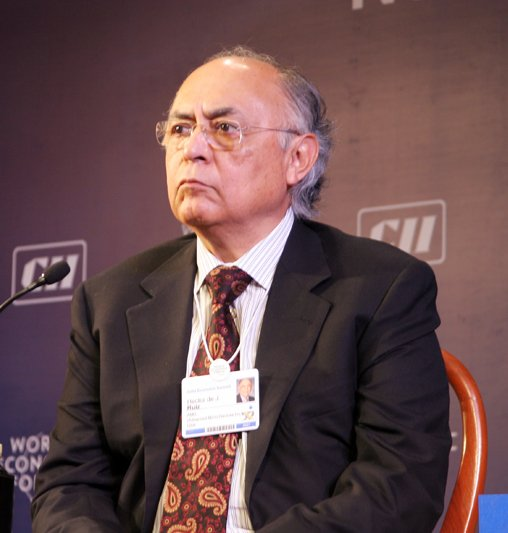
Héctor de Jesús Ruiz

Héctor de Jesús Ruiz, forma zanglicyzowana Hector Ruiz (ur. 25 grudnia 1945 w Piedras Negras) – dyrektor generalny i prezes zarządu firmy Advanced Micro Devices (AMD).
Ruiz dołączył do AMD w styczniu 2000 jako jej prezydent i dyrektor ds. operacyjnych. W kwietniu 2002 roku został dyrektorem wykonawczym firmy. Dwa lata później, w kwietniu 2004, został mianowany prezesem zarządu.
Ruiz zdobył stopień magistra w Inżynierii Elektrycznej na Uniwersytecie Teksańskim w Austin. Tytuł doktora otrzymał na Uniwersytecie Rice’a w 1973.
W 2004, podczas Światowego Forum Ekonomicznego w Davos, ogłosił nową inicjatywę firmy AMD: 50×15. Jej celem było zapewnienie dostępu Internetu oraz dostarczenie komputerów połowie światowej populacji do 2015.